# Gubavaz
Gubavaz, Gubovaz, Gubbovaz, Gudbovaz o Lebbroso (in croato: Gubavac) è un isolotto disabitato della Dalmazia meridionale, in Croazia, che fa parte dell'arcipelago di Curzola (Korčulansko otočje). Amministrativamente appartiene al comune della città di Curzola, nella regione raguseo-narentana.

## Geografia
Gubavaz è situato a est dell'isola di Curzola, 1,2 km a nord-est del porto di Lombarda e circa 180 m a est di Petrara. L'isolotto è alto 8 m, ha un'area di 0,041 km² e uno sviluppo costiero di 0,97 km. A nord e a sud-est di Gubavaz ci sono alcune secche. Assieme agli isolotti che lo circondano si trova nelle acque del canale di Sabbioncello.

### Isole adiacenti
- Santa Barbara (Sutvara), a nord-est
- Bisaca (Bisače), a est.
- scoglio Lombardo[8][11], del Conte[8], Cnesich[3][4] o Knezich[7] (Knežić), piccolo scoglio tra Gubavaz e la costa di Curzola (a 100 m circa[2]), tra la piccola Valle Lombarda[12] (uvala Tatinja) e Valle Spiaggia Bianca[13] (Bili žal); ha un'area di 8010 m²[10] e la costa lunga 328 m[10] 42°55′36″N 17°10′55″E.
- Petrara (Vrnik), a ovest.
- Plagna (Planjak), a nord-ovest.

### Cartografia
- (HR) Mappa topografica della Croazia 1:25000, su preglednik.arkod.hr. URL consultato il 16 febbraio 2017.
- Carta di cabottaggio del mare Adriatico, foglio XI, Milano, Istituto geografico militare, 1822-1824. URL consultato il 17 dicembre 2021 (archiviato dall'url originale il 17 dicembre 2021).
- G. Giani, Carta prospettiva delle Comuni censuarie della Dalmazia, foglio 11, 1839. Fondo Miscellanea cartografica catastale, Archivio di Stato di Trieste.